# Monte Negro
Monte Negro est une municipalité brésilienne située dans l'État du Rondônia.